# NGC 5849
NGC 5849 ist eine Linsenförmige Galaxie mit aktivem Galaxienkern (LINER-Typ) vom Hubble-Typ S0 im Sternbild Waage und etwa 318 Millionen Lichtjahre von der Milchstraße entfernt. 
Sie wurde am 6. Juni 1886 von Francis Leavenworth entdeckt.